# Economía de Hong Kong
Hong Kong tiene una economía de libre mercado muy dependiente del comercio y las finanzas internacionales - el valor del comercio de bienes y servicios es cuatro veces superior a su PIB. La economía se basa en los servicios (principalmente a la bolsa de valores, comercio y servicios bancarios). La bolsa de valores de Hong Kong es una de las más activas de Asia. En esta ciudad existe turismo de negocios (pero cuenta con otros atractivos). Esta ciudad es una sede de diversas empresas chinas.
Hong Kong es la economía número 36 por volumen de PIB. Su deuda pública en 2017 fue de 170 millones de euros, con una deuda del 0,05% del PIB, es el país con menos deuda del mundo respecto a su Producto Interior bruto. Su deuda per cápita es de 21€ euros por habitante, sus habitantes son los menos endeudados del mundo.
El PIB per cápita es un muy buen índicador del nivel de vida y en el caso de Hong Kong, en 2018, fue de 41.081€ euros, por lo que se encuentra en una buena posición, ya que ocupa el puesto 18 del ranking, lo que supone que su población tiene un buen nivel de vida en relación con los 196 países del ranking de PIB per .cápita
La economía abierta de Hong Kong sufrió los efectos de la crisis económica de 2008. A pesar del aumento del intercambio de comercio, turismo y financiero con la República Popular de China haber ayudado la retoma de la recuperación económica de la región, puede ocurrir nueva retracción, debido a la caída de ritmo de las economías de la Eurozona y de los Estados Unidos.
Hong Kong tiene que lidiar con cantidades cada vez mayores de residuos electrónicos. Cada año se producen allí más de 70.000 toneladas de materiales electrónicos, y Hong Kong está considerado el "cubo de basura electrónica de Asia" debido a las importaciones de residuos, muchos de los cuales proceden de Estados Unidos. En los últimos años han surgido cientos de vertederos.
La ciudad tiene sesenta y siete multimillonarios en 2019, pero la desigualdad es flagrante. Más del 20% de la población vive por debajo del umbral de la pobreza. Regularmente, las asociaciones o los medios de comunicación se indignan por las "casas-jaula", de menos de cinco metros cuadrados, destinadas a personas mayores sin pensión o a trabajadores precarios.